# Acerbo nimis
L’Acerbo nimis è un'enciclica di papa Pio X, datata 15 aprile 1905 e dedicata all'insegnamento della dottrina cristiana.

## Sommario dell'enciclica
1. L'ignoranza della religione causa principale dell'odierno rilassamento.
2. L'ignoranza della religione male comune ai nostri tempi.
3. Dall'ignoranza della religione dipende oggi la corruzione dei costumi.
4. La conoscenza delle cose religiose non è soltanto lume all'intelletto, ma guida e stimolo della volontà.
5. A chi spetti l'obbligo dell'insegnamento religioso.
6. Encomio dell'insegnamento del catechismo.
7. Ogni sacerdote ha il dovere di ammaestrare i fedeli.
8. Obbligo specialissimo e quasi particolare che ne hanno i parrochi.
9. La spiegazione del Vangelo e il catechismo sono due obblighi del parroco.
10. L'ufficio del catechista.
11. Si deplora nuovamente l'universale ignoranza delle cose religiose.
12. La fede infusa nel battesimo ha bisogno di cultura.
13. Si determina e s'impone ciò che ogni parroco deve fare per l'educazione dei fedeli nelle cose religiose.
14. Tocca ai vescovi vigilare accuratamente l'esecuzione delle cose prescritte.
15. L'insegnamento del catechismo richiede grande preparazione.
16. Esortazione ai vescovi.